# Carlos Castel y Clemente
Carlos Castel y Clemente (Cantavella, província de Terol, 19 de gener de 1845 - Madrid, 23 de juny de 1903) fou un enginyer i polític aragonès, diputat a Corts durant la restauració borbònica i acadèmic de la Reial Acadèmia de Ciències Exactes, Físiques i Naturals.
Enginyer forestal, va servir com a professor i catedràtic a l'Estat a València i Guadalajara,i arribaria a Inspector general del Cos. Va ser el primer que va portar a la pràctica l'ordenació de forests a Espanya. Fou elegit diputat del Partit Conservador per Mora de Rubielos a les eleccions generals espanyoles de 1884, 1886, 1891, 1893, 1896, 1898 i 1899. Aleshores es va instal·lar a Madrid i va ocupar diversos càrrecs públics com a director general de Beneficència i Sanitat i d'Obres Públiques, i vocal en els Consells d'Agricultura, Presons i de la Junta Central d'Urbanització.
Va representar al govern en les tràgiques inundacions de Consuegra, i per la seva actuació va rebre la gran creu de l'Orde d'Isabel la Catòlica. En 1888 va rebre la medalla d'or de l'Exposició Universal de Barcelona. Endemés, en 1887 fou president de la Reial Societat Espanyola d'Història Natural i el 1894 fou escollit acadèmic de la Reial Acadèmia de Ciències Exactes, Físiques i Naturals, però no hi va ingressar fins al 1899 amb el discurs "Valor de los agentes que determinan la distribución de los vegetales en el Globo". També fou soci de la Sociedad Económica Turolense de Amigos del País.